# ギャラクシアス・カオス
ギャラクシアス・カオス（英: Galaxias Chaos）は、火星のケブレニア四辺形に位置する地域の地名。
長さ約234km、名前は火星の運河ギャラクシアス運河に由来する。